# Ingalagondi, Byadgi
Ingalagondi là một làng thuộc tehsil Byadgi, huyện Haveri, bang Karnataka, Ấn Độ.